# Стифино (Арецо)
Стифино је насеље у Италији у округу Арецо, региону Тоскана.
Према процени из 2011. у насељу је живело 11 становника. Насеље се налази на надморској висини од 712 м.